# Dettopsomyia nigrovittata
Dettopsomyia nigrovittata är en tvåvingeart som först beskrevs av Malloch 1924.  Dettopsomyia nigrovittata ingår i släktet Dettopsomyia och familjen daggflugor. Inga underarter finns listade i Catalogue of Life.